# Malais de Manado
 (novembre 2015).
Si vous disposez d'ouvrages ou d'articles de référence ou si vous connaissez des sites web de qualité traitant du thème abordé ici, merci de compléter l'article en donnant les références utiles à sa vérifiabilité et en les liant à la section « Notes et références ».
Le malais de Manado, que certains auteurs appellent aussi manadonais, est une forme de malais parlée dans la ville de Manado et sa région, dans la province de Sulawesi du Nord, dans l'île de Sulawesi en Indonésie. La langue est localement appelée Bahasa Manado (en français : « langue de Manado »). Les linguistes l'appellent également « malais de Minahasa », du nom de la population qui l'utilise.
Le malais de Manado comprend de nombreux mots portugais et néerlandais, ainsi que de nombreux emprunts au langues minahasanes, et plus récemment ,au Bahasa Indonesia (Indonésien), et à l' Anglais.

## Accent tonique
Il est en général marqué sur l'avant-dernière syllabe :
| Malais de Manado | Français |
| ---------------- | -------- |
| kadera           | chaise   |
| stenga           | moitié   |
| doi              | argent   |

Toutefois, dans de nombreux mots, l'accent tonique est marqué sur la dernière syllabe :
| Malais de Manado | Français             |
| ---------------- | -------------------- |
| butul            | exact, correct, vrai |
| tolor            | œuf                  |
| sabong           | savon                |

## Finales
Les finales nasales de l'indonésien /m/ et /n/ sont remplacées par le groupe « ng » :
| Indonésien | Malais de Manado | Français       |
| ---------- | ---------------- | -------------- |
| makan      | makang           | manger         |
| jalan      | jalang           | aller, marcher |
| siram      | sirang           | arroser        |

## Pronoms

### Personnels
| Personne                  | Indonésien | Malais de Manado |
| ------------------------- | ---------- | ---------------- |
| 1re personne du singulier | saya       | kita             |
| 1re personne du pluriel   | kami       | torang           |
| 2e personne du singulier  | anda       | ngana            |
| 2e personne du pluriel    | kalian     | ngoni            |
| 3e personne du singulier  | dia        | dia              |
| 3e personne du pluriel    | mereka     | dorang           |

### Possessifs
Le possessif est formé en intercalant le mot pe entre le possesseur et le possédé.
| Français            | Malais de Manado                |
| ------------------- | ------------------------------- |
| Mon ami             | kita pe tamang / ta pe tamang   |
| Ton ami             | ngana pe tamang / nga pe tamang |
| Son livre           | dia pe buku / de pe buku        |
| Ce livre est à vous | ini ngoni pe buku               |

## Adverbes
| Français                        | Malais de Manado |
| ------------------------------- | ---------------- |
| Pourquoi                        | kyapa?           |
| Où                              | di mana?         |
| Qui                             | sapa?            |
| Lequel, laquelle, lesquels(le)s | tu mana?         |

## Aspect
Pour marquer l'aspect accompli, on peut placer ada (« il y a ») avant le verbe.
Exemples :
- Dorang ada turun Wenang = « Ils sont partis à Manado »
- Kita ada makan = « Nous avons déjà mangé »

## Préfixes
| Indonésien | Malais de Manado | Français |
| ---------- | ---------------- | -------- |
| berjalan   | bajalang         | marcher  |
| berenang   | barenang         | nager    |
| bertelur   | batolor          | pondre   |

| Indonésien | Malais de Manado | Français           |
| ---------- | ---------------- | ------------------ |
| mengail    | mangael          | pêcher à l'hameçon |
| menari     | manari           | danser             |
| mencari    | mancari          | chercher           |
| memasak    | mamasa           | cuire              |
| menangis   | manangis         | pleurer.           |

| Indonésien | Malais de Manado | Français |
| ---------- | ---------------- | -------- |
|            | tasono           | endormi  |
| terjatuh   | tajatung         | tombé    |
| tergosok   | tagoso           | frotté   |

## Abréviations
De nombreux mots malais ou indonésiens sont abrégés :
- pi, indonésien pergi = « partir » : mo pi mana ngoni? = « Où allez-vous? »
- co, indonésien coba = « essayer » : co lia ini oto = « Regarde donc cette voiture »
- so, indonésien sudah, auxiliaire de l'aspect accompli : so klar? (avez-vous terminé ?), « so maleleh? » (est-ce fondu ?), « so kanyang? » (êtes-vous rassasiés ?)

## Mots de Malais de Manado empruntés à d'autres langages
En conséquence de la colonisation de Sulawesi par les Néerlandais et les Portugais, de nombreux mots proviennent de ces deux langues.
| Indonésien Standard | Malais de Manado | Langue d'origine      |
| ------------------- | ---------------- | --------------------- |
| kursi               | kadera           | Portugais (cadeira)   |
| penyu               | tuturuga         | Portugais (tartaruga) |
| tenggorokan         | gargantang       | Portugais (garganta)  |
| saputangan          | lenso            | Portugais (lenço)     |
| garpu               | vork             | Néerlandais (vork)    |
| nenek               | oma              | Néerlandais (oma)     |
| kakek               | opa              | Néerlandais (opa)     |
| paman               | om               | Néerlandais (oom)     |
| bibi                | tante            | Néerlandais (tante)   |

## Emprunts à l'indonésien
Plusieurs mots sont empruntés à l'indonésien standard :
- baku (qui indique la réciprocité), par exemple : baku hantam (se donner des coups de poing l'un à l'autre), baku ajar (se frapper l'un l'autre), baku veto (débattre ensemble), baku sedu (rire ensemble), bakudapa (se rencontrer).